# Max Bair
Max Bair (* 28. April 1917 in Puig, Österreich-Ungarn; † 25. Juli 2000 in Berlin) war ursprünglich Kleinbauer, anschließend Interbrigadist im Spanischen Bürgerkrieg, kommunistischer Parteikader in der Sowjetunion und Österreichischer Widerstandskämpfer gegen den Nationalsozialismus in Slowenien. Nach Ende des Zweiten Weltkriegs war Bair der erste Landessekretär der Kommunistischen Partei Österreichs (KPÖ) in Tirol. Nach seiner Übersiedlung in die Deutsche Demokratische Republik (DDR) und Abschluss eines Wirtschaftsstudiums wurde er in Ost-Berlin Mitarbeiter der Staatlichen Plankommission (SPK). Besondere Bekanntheit erlangte Bair als Protagonist der literarischen Reportage Die drei Kühe des berühmten Journalisten und Schriftstellers Egon Erwin Kisch.

## Lebensgeschichte

### Kindheit und Jugend in Tirol
Bair wuchs als Ältester von drei Geschwistern in einer Kleinbauernfamilie in Puig auf, einem kleinen Weiler zwischen den Gemeinden Steinach und Matrei am Brenner. Für damalige Verhältnisse nicht unüblich musste er bereits im Kindesalter in der elterlichen Landwirtschaft mitarbeiten, weshalb er nur zwei Klassen der Grundschule absolvieren konnte. Bair erzielte früh gute Schulleistungen; eine höhere Ausbildung an einem Priesterseminar, wie sie vom örtlichen Pfarrer in Aussicht gestellt worden war, blieb dem Jungen jedoch verwehrt, da ihn seine Eltern am Hof nicht entbehren konnten.
Im Alter von sechzehn Jahren wurde Bair infolge des frühen Todes beider Eltern zum Vollwaisen. Gemeinsam mit seiner Schwester erbte er daraufhin den elterlichen Hof. Aus juristischen Gründen wurde ein Onkel bis zu Bairs Volljährigkeit als Vormund eingesetzt, um den Besitz im Sinne der Erben zu verwalten. Bair arbeitete in der Zwischenzeit mehrere Jahre als Holzknecht.
1937, im Alter von 20 Jahren, übernahm Bair seinen Hof in verschuldetem Zustand. Um einen Teil der Kosten zu tilgen, nahm er daraufhin den Arbeiter Johann Winkler als „Kostgänger“ bei sich auf. Über Winkler kam Bair erstmals mit sozialistischem Gedankengut in Kontakt, nachdem er zuvor kurzzeitig Mitglied der katholisch-austrofaschistischen „Ostmärkischen Sturmscharen“ gewesen war.
Wenige Monate später, im Juni 1937, beschloss Bair gemeinsam mit Winkler und zwei weiteren Arbeitern aus der Umgebung, Ludwig Geir und Stefan Zlatinger, nach Spanien zu reisen, um sich dort als Mitglied der Internationalen Brigaden am Bürgerkrieg zu beteiligen. Um die Reise für alle vier finanzieren zu können, verkaufte Bair seine drei Kühe. Wenngleich wirtschaftliche Not (vgl. Weltwirtschaftskrise) und mangelnde Zukunftsperspektiven Bairs Entscheidung begünstigt haben dürften, nannte er selbst in späteren Interviews seine Enttäuschung über die moralischen Versprechungen der Katholischen Kirche als ausschlaggebenden Grund:

„Ich bin sehr streng katholisch erzogen worden, habe die Zehn Gebote ernst genommen. Aber der Vergleich mit dem wirklichen Leben hat mich zweifeln lassen an deren Richtigkeit. Ich habe nicht mehr glauben können, was die Kirche gesagt hat. Die Auseinandersetzung mit meinen Zweifeln war für mich sehr schwer, und ich hatte lange Zeit große Angstgefühle. Ich kam zum Schluß, daß in der Welt etwas geändert werden muß, sagte mich schließlich los von der Religion und war diese Angstgefühle los. Niemand konnte mir dabei helfen. Arbeiter, die ich später als Kostgänger aufgenommen habe, eröffneten mir dann eine neue Welt. Sie vermittelten mir wieder einen Glauben an eine bessere Gesellschaft. Deshalb bin ich nach Spanien gegangen, um dafür zu kämpfen.“

### Spanischer Bürgerkrieg

Originalausgabe der Reportage „Die drei Kühe“ aus dem Jahr 1938

Mit einem Reiseticket für die Weltausstellung fuhr Bair gemeinsam mit seinen drei Gefährten per Zug von Innsbruck nach Paris. Dort meldete er sich in einem Parteibüro als Freiwilliger zu den Internationalen Brigaden und wurde bereits nach wenigen Tagen mit einem Freiwilligentransport über die Pyrenäen nach Spanien transferiert.
Nach einer kurzen Ausbildung wurde Bair wie auch Zlatinger, Winkler und Geir in die 11. Internationale Brigade, 4. Bataillon (auch Bataillon 12. Februar genannt) integriert und stieg während seines Einsatzes in der Schlacht von Brunete zum Unteroffizier, alsbald zum Sergeanten auf. Bei Brunete traf Bair auch zum ersten Mal mit dem Schriftsteller Egon Erwin Kisch zusammen.
Am 24. August 1937 wurde Bair bei Quinto während eines Patrouillengangs durch einen Scharfschützen schwer verwundet. Im Laufe eines mehrmonatigen Lazarettaufenthalts in Benicasim setzte sich daraufhin die Bekanntschaft mit Egon Erwin Kisch fort, der dabei die Lebensgeschichte Bairs schriftlich dokumentierte und im Frühjahr 1938 als Broschüre sowie als Artikel in der Moskauer Exilzeitschrift Das Wort veröffentlichte.
Literarisch stilisiert gelangte Bair unter den Milizionären daraufhin kurzzeitig zu relativer Bekanntheit. Bereits im April 1938 wurde Benicasim jedoch von den gegnerischen Truppen General Francos eingenommen, und Bair (der sich zu diesem Zeitpunkt auf Kurzaufenthalt in Barcelona befand) vorerst nach Katalonien, im Sommer 1938 schließlich nach Frankreich evakuiert.

### Exil in Frankreich und in der Sowjetunion
In Paris lebte Bair – der noch in Spanien Mitglied der Kommunistischen Partei Österreichs geworden war – kurzzeitig von Spendengeldern für ehemalige Spanienkämpfer, gelangte über Vermittlung Kischs jedoch bald zu einer Anstellung als Melker auf einem Gehöft im zentralfranzösischen Département Corrèze. Im Frühjahr 1939 – wenige Monate vor Beginn des Zweiten Weltkriegs und dem Bekanntwerden des Hitler-Stalin-Pakts – gelang Bair schließlich die Ausreise in die Sowjetunion. Dort eröffneten sich ihm Kuraufenthalte zur Rekonvaleszenz, Beschäftigung in der Industrie und schließlich eine politisch-militärische Grundausbildung für einen geplanten Partisaneneinsatz im Krieg gegen das nationalsozialistische Deutschland. Bairs Jahren in der UdSSR war u. a. eine russische Übersetzung der „Drei Kühe“ vorausgegangen, die Willi Bredel 1939 in Moskau veröffentlicht hatte.

### Partisaneneinsatz in Slowenien und Rückkehr nach Österreich
Im Oktober 1944 wurde Bair von Moskau nach Slowenien entsendet und dort zum Kommandanten des 1. Österreichischen Freiheitsbataillons ernannt, beteiligte sich als solcher jedoch nicht an Kampfhandlungen. Durch ein Attentat war Bair bald nach seinem Eintreffen in Slowenien erneut schwer verwundet worden und bis Kriegsende 1945 de facto einsatzunfähig geblieben.
Nach der Befreiung Innsbrucks wurde Bair im Sommer 1945 vom Zentralkomitee der KPÖ als Landessekretär in Tirol eingesetzt; er konnte acht Jahre nach seiner unvermittelten Abreise aus Tirol dort jedoch nicht mehr Fuß fassen. Soziale Bindungen waren abgebrochen, und als Landessekretär der KPÖ – die in Tirol eine isolierte politische Kraft blieb – trat Bair mangels Erfahrung und Kontakt zu den lokalen Parteimitgliedern nach kurzer Zeit zurück. 1947 verkaufte er seinen Bauernhof in Puig, übersiedelte in die damalige sowjetische Besatzungszone nach Wien und holte dort die Matura nach.
Im April 1949 wurde Bair in Salzburg vom US-Geheimdienst CIC wegen angeblicher Mithilfe bei der Verschleppung von Arbeitern in die sowjetische Zone festgenommen und über 11 Monate lang in einem Geheimgefängnis in Hallein festgehalten. Bairs Verhaftung wurde zur Staatsaffäre. Der Nationalrat befasste sich mit der Angelegenheit, das Parteiorgan der KPÖ, die Volksstimme druckte die „Drei Kühe“ erneut ab; konservative Zeitungen machten ihrerseits Stimmung gegen den „bolschewistischen Kidnapper“.

### Emigration in die DDR
Nach seiner Freilassung gegen Kaution im April 1950 kehrte Bair nach Wien zurück. Unter dem Eindruck der Spionageaffäre nahm er noch im Sommer desselben Jahres schließlich die Möglichkeit wahr, unter dem Namen „Martin Jäger“ gemeinsam mit seiner Frau Elisabeth Morawitz (1924–2019) in die DDR zu emigrieren. Im brandenburgischen Forst Zinna absolvierte Bair daraufhin ein Wirtschaftsstudium. Mitte der 1950er-Jahre übersiedelte er schließlich nach Ost-Berlin, wo er als Mitarbeiter in der Staatlichen Plankommission (SPK) tätig wurde und dort zum Abteilungsleiter des integrierten Rechenzentrums aufstieg. Bair wurde für seine Tätigkeiten in der DDR u. a. mit dem Vaterländischen Verdienstorden und dem Banner der Arbeit ausgezeichnet.
Nach seiner Pensionierung im Jahr 1977 beteiligte sich Bair in Wien im Umfeld der KPÖ an zeithistorischen Arbeiten, wobei Journalisten auch seine persönliche Geschichte in mehreren Zeitungsreportagen vervollständigten. Nach dem Zusammenbruch der DDR blieb Bair in Berlin wohnhaft. Er verstarb dort im Jahr 2000 als verheirateter Vater von zwei Töchtern und eines Sohnes aus erster Ehe. Eine Gedenkrede im Rahmen der Beisetzungsfeierlichkeiten hielt Gerhard Schürer, der langjähriger Leiter der Staatlichen Plankommission, zeitweise Mitglied im Politbüro des Zentralkomitee der SED und Bairs Vorgesetzter gewesen war.
Bair wurde unter dem Namen Martin Jäger mit seiner Ehefrau auf dem VdN-Ehrenhain des Zentralfriedhofs Friedrichsfelde beigesetzt.

## Rezeption

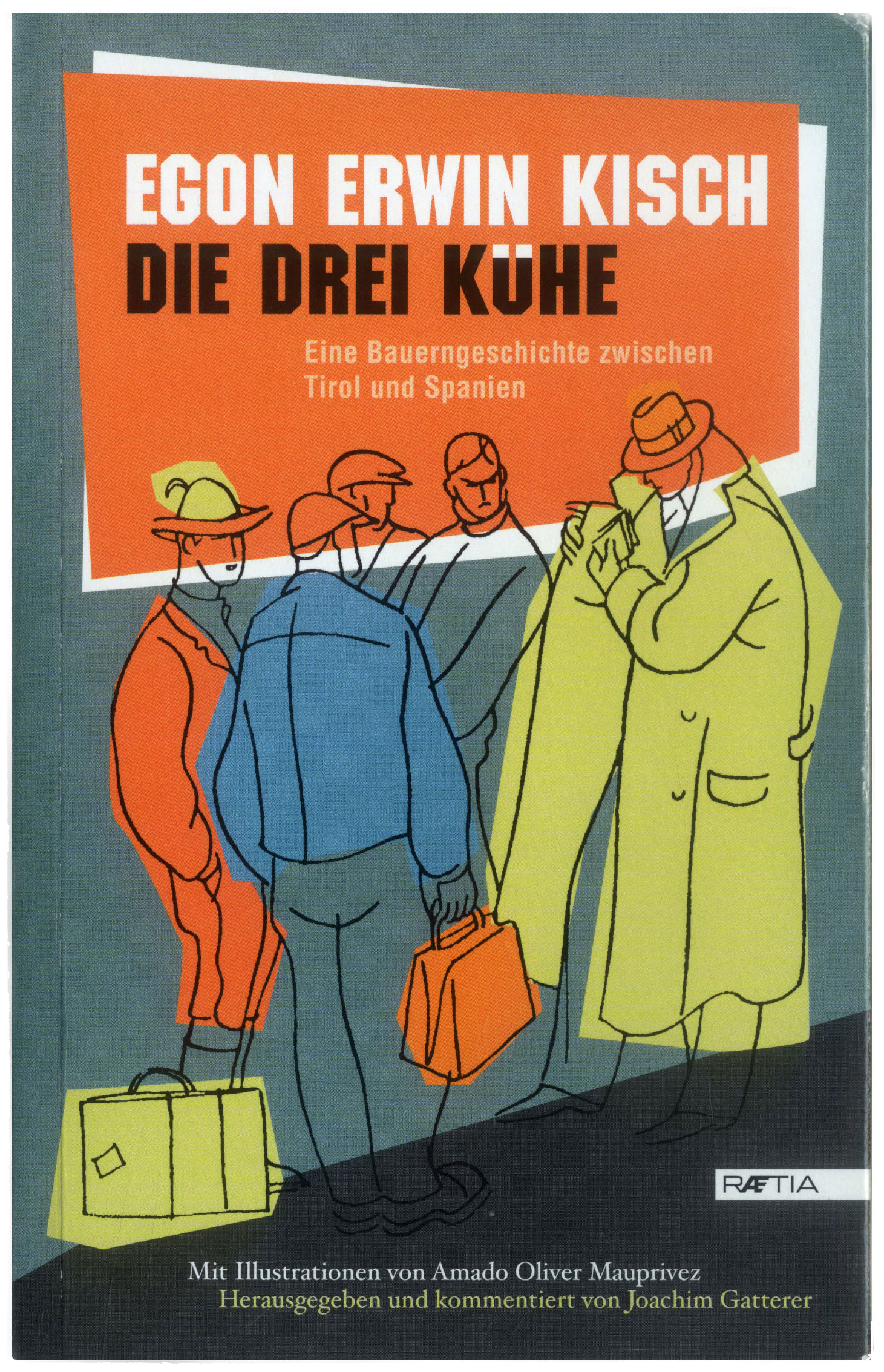
Kommentierte Neuauflage der „Drei Kühe“ aus dem Jahr 2012

Die literarische Reportage Egon Erwin Kischs erreichte bereits kurz nach ihrem Erscheinen im Frühjahr 1938 vor allem über die Zweitpublikation in der deutschen Exilzeitschrift Das Wort sowie Übersetzungen ins Englische (1939) und Russische (1939) eine internationale Verbreitung. Nach Ende des Zweiten Weltkriegs erschien der Text im Globus-Verlag der KPÖ (1948). Anschließend wurde er bis in die späten 1980er-Jahre in mehreren DDR-Verlagen kontinuierlich neu aufgelegt und ins Slowakische (1951), Tschechische (1955) und Serbokroatische (1958) übersetzt. In einem Tiroler Regionalmedium erschien Kischs Reportage erstmals 1980 mit Veröffentlichung im links-alternativen Gaismair-Kalender.
Zu Bairs Leben nach Ende des Spanischen Bürgerkriegs publizierte der Berliner Journalist Klaus Haupt 1982 erste Details in der Tageszeitung Neues Deutschland. In den Folgejahren vervollständigten mehrere bundesdeutsche, österreichische und Tiroler Zeitungsjournalisten Bairs Biographie in unterschiedlichen Pressebeiträgen. Seit 2003 ist Bairs Leben auch in biographischen Lexika zu österreichischen und Tiroler Spanienkämpfern erfasst.
2012 erschien eine umfassend kommentierte Neuauflage der illustrierten Erstausgabe von Kischs Reportage. Im Nachwort des Herausgebers Joachim Gatterer wird neben der Gesamtbiographie Bairs und den historischen Hintergründen erstmals die literaturgeschichtliche Bedeutung des Textes ausführlich dargestellt. Rund um die Neuauflage fand im Jänner 2016 – 79 Jahre nach dem Entstehen der Geschichte – im Tiroler Wipptal erstmals eine Buchvorstellung der Reportage Kischs statt, an der u. a. eine Tochter und eine Enkelin Bairs aus Berlin teilnahmen.